# Ramlösa kvällar
Ramlösa kvällar var en musikgrupp inom proggrörelsen.
Ramlösa kvällar bestod av Coste Apetrea (gitarr, bouzouki), Lasse Hollmer (dragspel), Ulf Wallander (saxofon), Karl Eriksson (trumpet, flöjt) och Bill Öhrström (percussion, munspel). Deras musik består främst av tolkningar av östeuropeisk folkmusik och de utgav 1978 det liveinspelade albumet Ramlösa kvällar (Silence SRS 4648, återutgivet 1993 på cd under titeln Nights without Frames). Flera av medlemmarna spelade senare i samma anda i gruppen Fem söker en skatt.